# سوتات
سوتات یکی از روستاهای استان آذربایجان شرقی است که در دهستان ورگهان بخش مرکزی شهرستان اهر واقع شده‌است.این روستا ۱۷۶ نفر جمعیت دارد.